# Струтинка (Вінницький район)
Струти́нка — село в Україні, у Липовецькій міській громаді Вінницького району Вінницької області. Населення становить 527 осіб.

## Герб
У лазуровому щиті золота стріла в стовп, що супроводжується з обох боків двома срібними підвищеними дзвонами, а знизу - срібним півмісяцем.

## Історія
Перша письмова згадка 1783 року. Тоді село перебувало у складі Речі Посполитої. 
У селі в ХІХ столітті проживала родина католиків Славеків, з якої вийшов прем'єр-міністр Другої Речі Посполитої Єжи Славек - уродженець Струтинки. 
Станом на 1885 рік у колишньому власницькому селі Липовецької волості Липовецького повіту Київської губернії мешкало 636 осіб, налічувалось 91 дворове господарство, існували каплиця, постоялий будинок і вітряний млин.
За переписом 1897 року кількість мешканців зросла до 1109 осіб (541 чоловічої статі та 568 — жіночої), з яких 995 — православної віри.
З 1917 - у складі УНР. Остаточна окупація російськими комуністами відбулася 1920 року. 
Під час незаконного відчуження майна у Струтинці і хуторі Якубівському комуністи створили 4 концтабори примусової праці, які називали "колхозами" («1 Серпня», «Комунар», «Червоний переможець» та ім. Леніна). Відтак село постраждало внаслідок Голодомору 1932-1933 років, за оцінками старожилів померло близько 820-850 осіб. Відомо лише імена близько півтори сотні жертв, майже повністю вимерли родини Антонюків, Білозерських, Близнюків, Брижаневських, Гапонюків, Головатюків, Козачишиних, Коцюбняків, Кухрівських, Латиських, Попенків, Скоцьких, Соломків, Топольських, Хитрих, Ясінських. За спогадами жительки села Параски Юхимівни Гирко щодня на цвинтар вивозили по 10-12 померлих. На місці поховань встановлено пам'ятний знак.
На початку липня 1941 село визволено від організаторів Голодомору  - комуністів. 1943 росіяни повернулися до села, провівши масову незаконну мобілізацію. 
З 1991  - у Державі Україна.
12 червня 2020 року, розпорядженням Кабінету Міністрів України № 707-р «Про визначення адміністративних центрів та затвердження територій територіальних громад Вінницької області», увійшло в Липовецьку міську громаду.
19 липня 2020 року, в результаті адміністративно-територіальної реформи та ліквідації Липовецького району, село увійшло до складу Вінницького району.
З 2022 частина села мобілізована на війну з Росією. 

## Населення

### Мова
Розподіл населення за рідною мовою за даними перепису 2001 року:
| Мова       | Кількість | Відсоток |
| ---------- | --------- | -------- |
| українська | 524       | 99.43%   |
| російська  | 3         | 0.57%    |
| Усього     | 527       | 100%     |

## Уродженці села
- Валерій Славек — польський політичний діяч.
- Кавун Віктор Миколайович - співак, педагог, Заслужений артист України.